# KZ-Außenlager Hersbruck

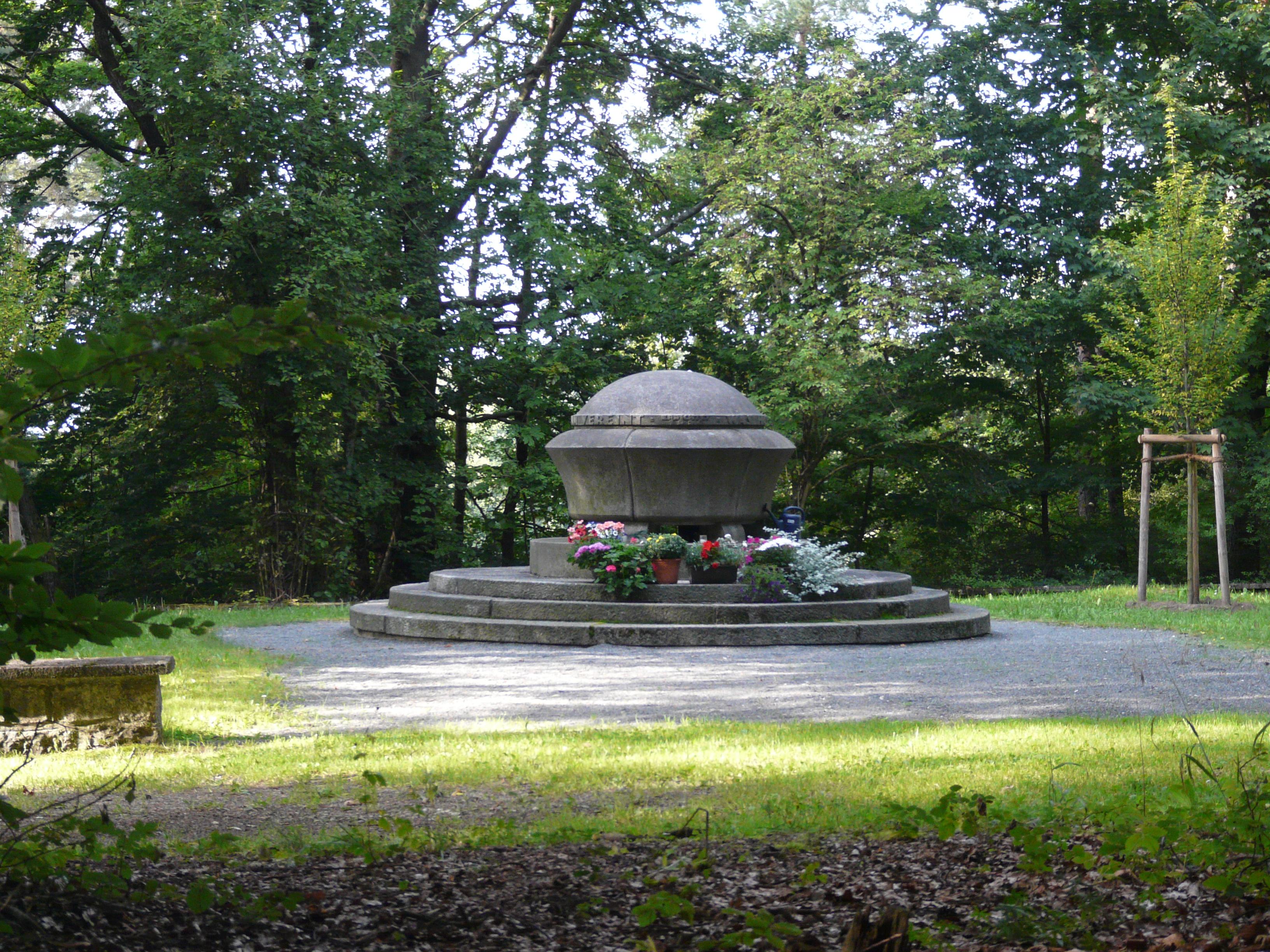
Das an die Opfer des KZ-Außenlagers Hersbruck mahnende KZ-Mahnmal bei Schupf

Das KZ-Außenlager Hersbruck (Tarnnamen: Dogger, B 7) war das zweitgrößte Außenlager des Konzentrationslagers Flossenbürg und existierte vom 17. Mai 1944 bis April 1945. Es war ein Arbeitslager zur Sicherstellung der NS-Rüstungsproduktion und lag am östlichen Stadtrand der mittelfränkischen Kleinstadt Hersbruck.

## Historischer Hintergrund
Beim Ausbruch des Zweiten Weltkriegs im September 1939 stellte die Luftwaffe des Dritten Reichs schließlich eine der stärksten Luftstreitmächte der Welt dar und ermöglichte dem NS-Regime zu Beginn des Krieges zahlreiche militärische Erfolge. Während der ersten beiden Kriegsjahre konnte sie die Luftherrschaft über dem deutschen Machtbereich sicherstellen und dabei nahezu alle feindlichen Versuche zur Beeinträchtigung der deutschen Rüstungswirtschaft verhindern. Mit dem Überfall auf die Sowjetunion im Juni 1941 wurden jedoch viele wichtige Luftwaffenverbände an die neu entstandene Ostfront verlegt. Zunächst machten sich diese Verschiebungen noch kaum bemerkbar, aber spätestens mit dem Kriegseintritt der USA im Dezember 1941 begann sich eine Änderung der Machtverhältnisse im deutschen Luftraum abzuzeichnen.
Im Lauf des Jahres 1942 konnten die Alliierten im Luftkrieg der deutschen Kriegsproduktion vielfältige Schäden zufügen, und 1943 wurde die alliierte Luftüberlegenheit immer stärker. Bis zum Beginn des Jahres 1944 errangen die alliierten Luftstreitkräfte schließlich endgültig die Luftherrschaft über Deutschland und ganz Mitteleuropa, so dass sie jede deutsche Fertigungsanlage kriegswichtiger Güter in der Reichweite ihrer strategischen Bomberflotten angreifen konnten. Nach der britischen Bombardierung von Peenemünde begann die unterirdische Verlegung der wichtigsten Produktionsanlagen der Kriegswirtschaft (U-Verlagerung). Aus Mangel an geeigneten unterirdischen Gewölben ließ das von Albert Speer geführte Reichsministerium für Rüstung und Kriegsproduktion die benötigten unterirdischen Flächen durch massenhaft eingesetzte Zwangsarbeiter errichten.

## Die Entstehung des KZ-Außenlagers Hersbruck
Bei der Suche nach geeigneten Standorten für die Errichtung unterirdischer Produktionsanlagen geriet sehr bald auch die südlich der Pegnitz gelegene Houbirg in das Blickfeld der NS-Rüstungsplaner. Denn dieser markante und unmittelbar östlich der Ortschaft Happurg gelegene Berg eignete sich wegen seiner als Dogger bezeichneten, sehr weichen und daher leicht zu bearbeitenden Sandsteinschicht relativ gut für das Vortreiben von Stollengängen. Das Terrain war zudem durch die Bahnstrecke Nürnberg–Irrenlohe, die am nördlichen Bergfuß der Houbirg entlangführt, verkehrsmäßig gut erschlossen. Ein weiterer Vorteil bot sich mit einer leer stehenden Kaserne des Reichsarbeitsdienstes (RAD), die fünf Kilometer weiter westlich am östlichen Rand der Kleinstadt Hersbruck und in unmittelbarer Nähe der Bahnstrecke Nürnberg–Cheb lag. So erfolgte die Wahl für das Innere des Bergstocks der Houbirg als Standort einer neu zu errichtenden unterirdischen Rüstungsfabrik. Mit dem Bau dieser Fabrik sollte die weitere Herstellung von Flugzeugmotoren der Firma BMW sichergestellt werden, die bis dahin in dem mittlerweile stark durch Luftangriffe gefährdeten Allach bei München produziert wurden.
Im Frühjahr 1944 wurde daher die frühere RAD-Kaserne als Kommandantur und Unterkunftsquartier für Einheiten der SS eingerichtet, deren Aufgabe es war, das umgebende Gelände zu einem Konzentrationslager auszubauen. Auf dem dadurch entstandenen Lagergelände wurden einfache Baracken als Unterkünfte für die KZ-Insassen errichtet, die die Stollenanlage für die unterirdische Fabrik errichten sollten. Das gesamte Gelände wurde mit Wachtürmen, sowie Elektrozäunen gegen eventuelle Fluchtversuche der Häftlinge abgesichert und als Außenlager dem KZ-Stammlager Flossenbürg zugeordnet. Zur Bewachung des Lagerkomplexes, sowie der Baustelle in der Houbirg wurde von der SS eine etwa 400 Mann umfassende Einheit auf dem Lagergelände stationiert.

## Die Bauarbeiten für die unterirdische Rüstungsfabrik in der Houbirg

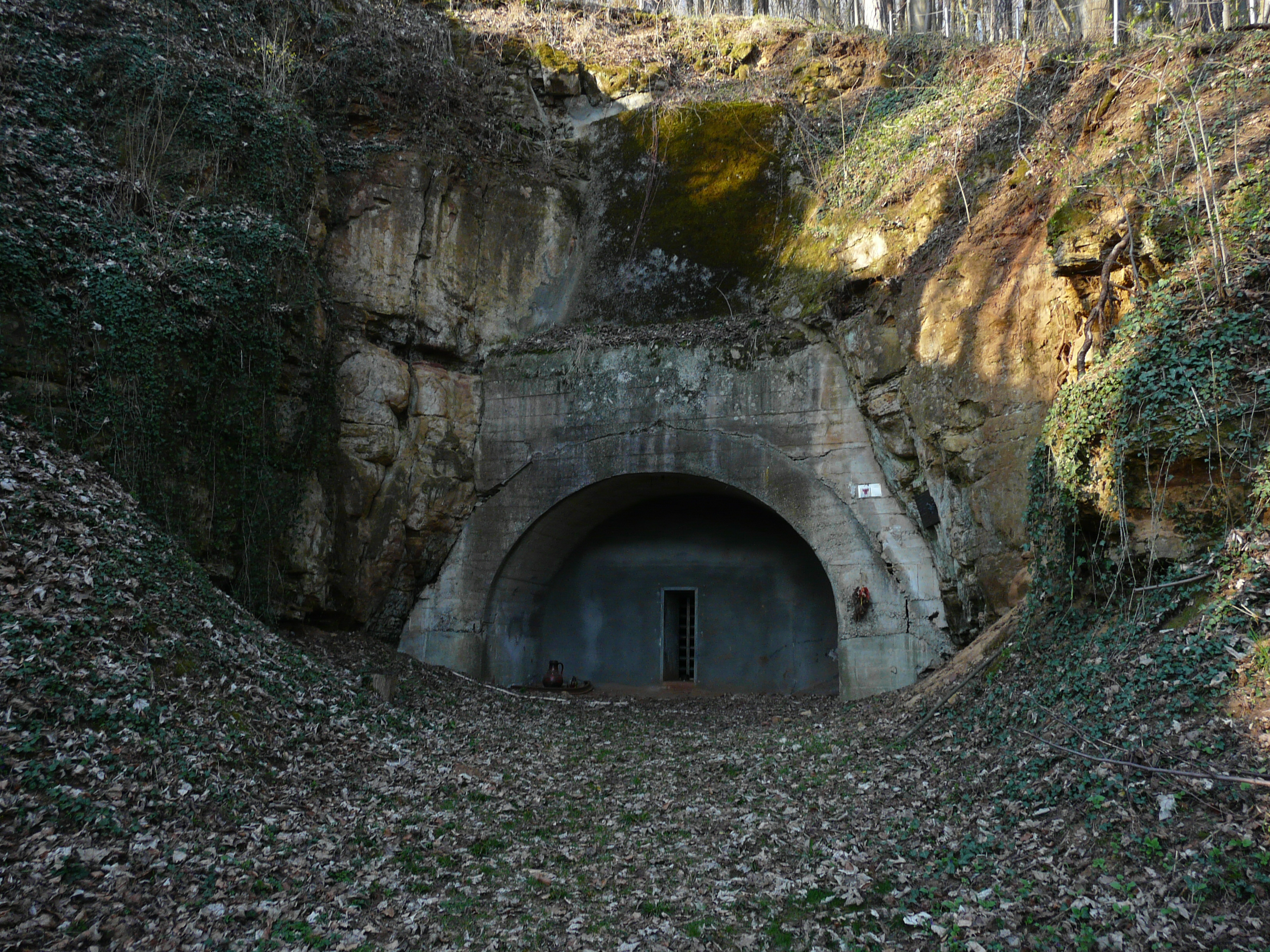
Der Eingang F zum Doggerstollen in der Houbirg

Im April 1944 trafen die ersten KZ-Häftlinge aus dem Stammlager in Hersbruck ein und im Folgemonat begannen die Arbeiten an dem Bauvorhaben, das von den Planern mit der Tarnbezeichnung Doggerwerk versehen worden war. Eine Schmalspurbahn wurde von Hersbruck aus angelegt, die bis unterhalb der Houbirg führte und von dort mittels Spitzkehren den Berg erklomm. Weiter wurde eine regelspurige Stichbahn vom Bahnhof Pommelsbrunn aus hoch bis zur Houbirg gebaut. Etwa auf halber Streckenlänge gab es eine Umladestelle, von der Baumaterial auf eine Seilbahn verladen wurde. Die Häftlinge kamen in der Regel zu Fuß die fünf Kilometer lange Strecke vom Barackenlager in Hersbruck und arbeiteten in zwei Schichten. Nach dem Abschluss des Endausbaus hätte die Anlage über eine Stollenlänge von 18 Kilometern und eine Grundfläche von 120.000 Quadratmetern verfügt, die über insgesamt elf Zugänge erreichbar sein sollte, wobei als Baukosten dabei alleine für das Jahr 1944 15 Millionen Reichsmark veranschlagt worden waren. Nach dem Beginn der Bauarbeiten trafen im Laufe der folgenden Monate schließlich immer mehr Gefangene in dem Arbeitslager ein, bis zum Sommer 1944 waren es schon etwa 2000, insgesamt wurden wohl an die 9500 KZ-Häftlinge in das Lager Hersbruck verbracht, mehr als Hersbruck damals Einwohner hatte, obwohl es nur für 2000 Insassen geplant war. Diese stammten aus 23 verschiedenen Nationen, die größte Gruppe bildeten dabei ungarische Juden, gefolgt von sowjetischen, polnischen, italienischen und französischen Kriegsgefangenen.
Angeleitet von etwa 400 deutschen Bergleuten wurden die Häftlinge gezwungen, die für die geplante Rüstungsfabrik benötigten Bergstollen im Schichtbetrieb und unter schwersten Arbeitsbedingungen voranzutreiben. Die Gefangenen wurden von den am Bauvorhaben beteiligten Firmen von der SS angefordert, die für den Gefangeneneinsatz eine sogenannte Leihgebühr berechnete. Bis zur Auflösung des Lagers wurde eine Stollenanlage mit der Gesamtlänge von 3,5 Kilometern errichtet und ein Abraum von 500.000 Kubikmetern Sandstein aus dem Bergstock der Houbirg geschafft. Binnen eines Jahres war dabei ein Höhlensystem aus acht riesigen Längs- und Quergängen geschaffen worden, die sich hallenartig bis zu einer Breite von zehn und einer Höhe von sechs Metern erweiterten.

## Die Opfer des KZ-Außenlagers Hersbruck

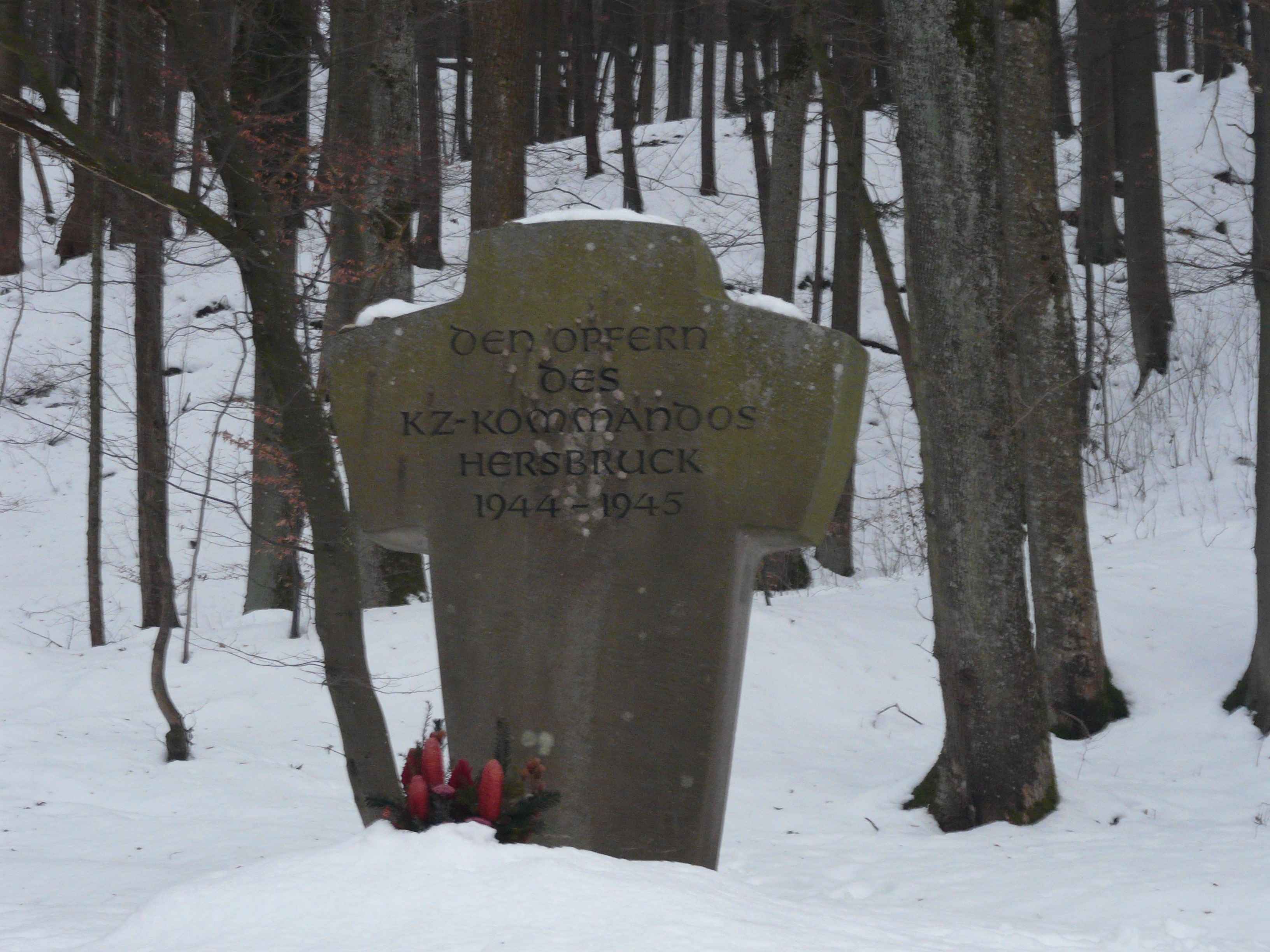
KZ-Mahnmal bei Förrenbach

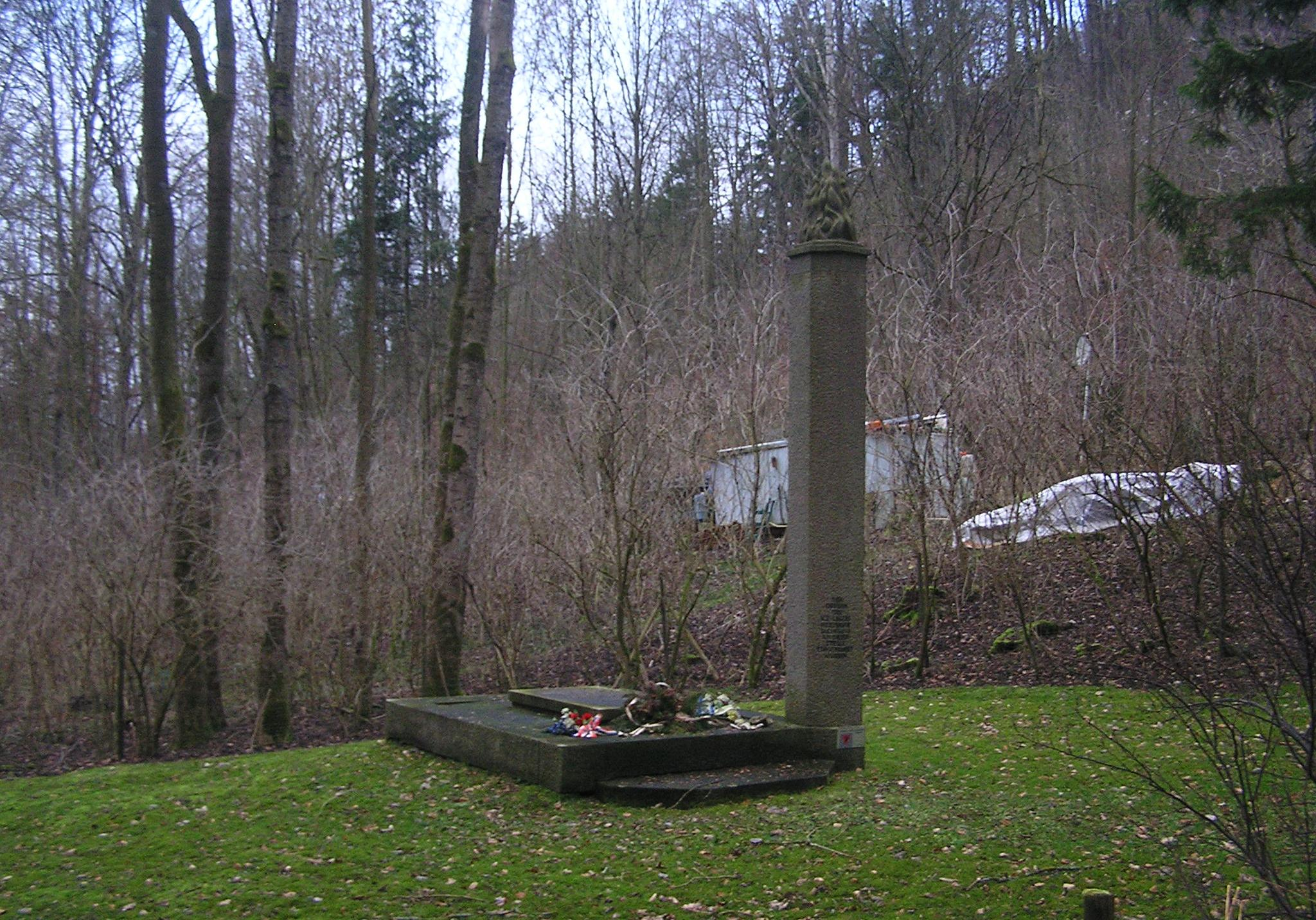
KZ-Mahnmal bei Hubmersberg

Bei dem KZ-Außenlager Hersbruck handelte es sich zwar – anders als bei den sechs Vernichtungslagern – um keine echte NS-Todesfabrik, dennoch aber lag die Todesrate unter den KZ-Häftlingen wie bei vielen anderen Arbeitslagern – ganz gemäß der NS-Devise Vernichtung durch Arbeit – auch hier sehr hoch. Und das, obwohl den NS-Rüstungsplanern eigentlich an einer möglichst raschen Fertigstellung der unterirdischen Rüstungsfabrik hätte gelegen sein müssen und somit auch ein gewisses Interesse daran bestand, die Arbeitskraft der dafür benötigten Gefangenen zumindest bis zur Fertigstellung der unterirdischen Fabrik zu erhalten. Doch aufgrund der harten Arbeitsumstände und schwierigen Lebensbedingungen starben im KZ-Außenlager Hersbruck und dessen Umgebung etwa 2640 der hier zur Fronarbeit gezwungenen Insassen. Viele weitere Gefangene starben, nachdem sie krankheitsbedingt in das KZ Flossenbürg zurücküberstellt worden waren oder als sie nach der Anfang April 1945 erfolgten Evakuierung des Lagers Hersbruck zu Todesmärschen in Richtung des KZ Dachau gezwungen wurden. Insgesamt waren es mindestens 4000 Häftlinge, die ihren Arbeitseinsatz im KZ-Außenlager Hersbruck nicht überlebten.
Der zahlreichen Todesopfer wegen, hatte die Lagerleitung durch die Firma Kori südöstlich von Happurg ein Krematorium errichten lassen, in dem die Leichname der ums Leben gekommenen Arbeitshäftlinge eingeäschert wurden. Das zu Beginn der 1950er Jahre errichtete und an den Ort des Krematoriums erinnernde KZ-Mahnmal bei Förrenbach musste 1955 verlegt werden, weil es ansonsten durch die Aufstauung des Happurger Sees überflutet worden wäre.
Nachdem die Kapazitäten des heute am Grund des Stausees liegenden Krematoriums nicht mehr ausreichten, die immer weiter anwachsenden Leichenberge zu beseitigen, ließ die Lagerleitung einen Teil der Häftlingsleichname an abgelegenen Orten in freier Natur verbrennen. Durch das KZ-Mahnmal bei Schupf wird eines dieser Orte gedacht, hier wurden im Winter 1944/1945 wohl mehr als 1000 Leichname eingeäschert. Als auch diese improvisierte Verbrennungsstätte nicht mehr ausreichte, wurden in einer Novembernacht des Jahres 1944 etwa 300 Leichname in einem nahe dem Weiler Hubmersberg gelegenen Waldstück verbrannt. Die Erinnerung an dieses Ereignis wird heute durch das KZ-Mahnmal bei Hubmersberg wachgehalten.

## Persönlichkeiten, die im KZ-Außenlager Hersbruck inhaftiert waren
- Odoardo Focherini (* 6. Juni 1907 in Carpi; † 27. Dezember 1944 im KZ-Außenlager Hersbruck) war ein italienischer Versicherungsangestellter, Publizist, Funktionär der Katholischen Aktion und Gegner des Nationalsozialismus. Er verhalf mehr als hundert Juden zur Flucht aus der von den Deutschen besetzten Zone Italiens, wurde vom NS-Regime verhaftet, deportiert und starb im KZ-Außenlager Hersbruck. 2012/13 wurde er seliggesprochen.
- Teresio Olivelli (7. Januar 1916 in Bellagio – 17. Januar 1945 in Hersbruck) war ein italienischer Jurist, Publizist, Soldat und Kämpfer der Resistenza gegen den Faschismus und Nationalsozialismus. Die Partisanenorganisation A.N.P.I. nannte ihn „eine Lichtgestalt des katholischen Widerstands“. Papst Franziskus ehrte ihn als Märtyrer. 2018 wurde er seliggesprochen.
- Vittore Bocchetta (* 15. November 1918 in Sassari, Sardinien; † 18. Februar 2021 in Verona) italienischer Bildhauer, Maler und Literaturwissenschaftler. Bocchetta war ein Mitglied der Resistenza während des Zweiten Weltkriegs.
- Bernt Engelmann (* 20. Januar 1921 in Berlin; † 14. April 1994 in München) war ein deutscher Schriftsteller und Journalist. Mit über 15 Millionen gedruckten Büchern gilt er als einer der erfolgreichsten „Sach- und Aufdeckungsautoren“ der Bundesrepublik Deutschland.
- Franz Thaler (* 6. März 1925 in Durnholz; † 29. Oktober 2015 in Sarnthein) war ein Südtiroler Autor, Federkielsticker und Überlebender des KZ Dachau und des KZ Hersbruck.

## Das Ende des Lagers und dessen Nachwirkungen

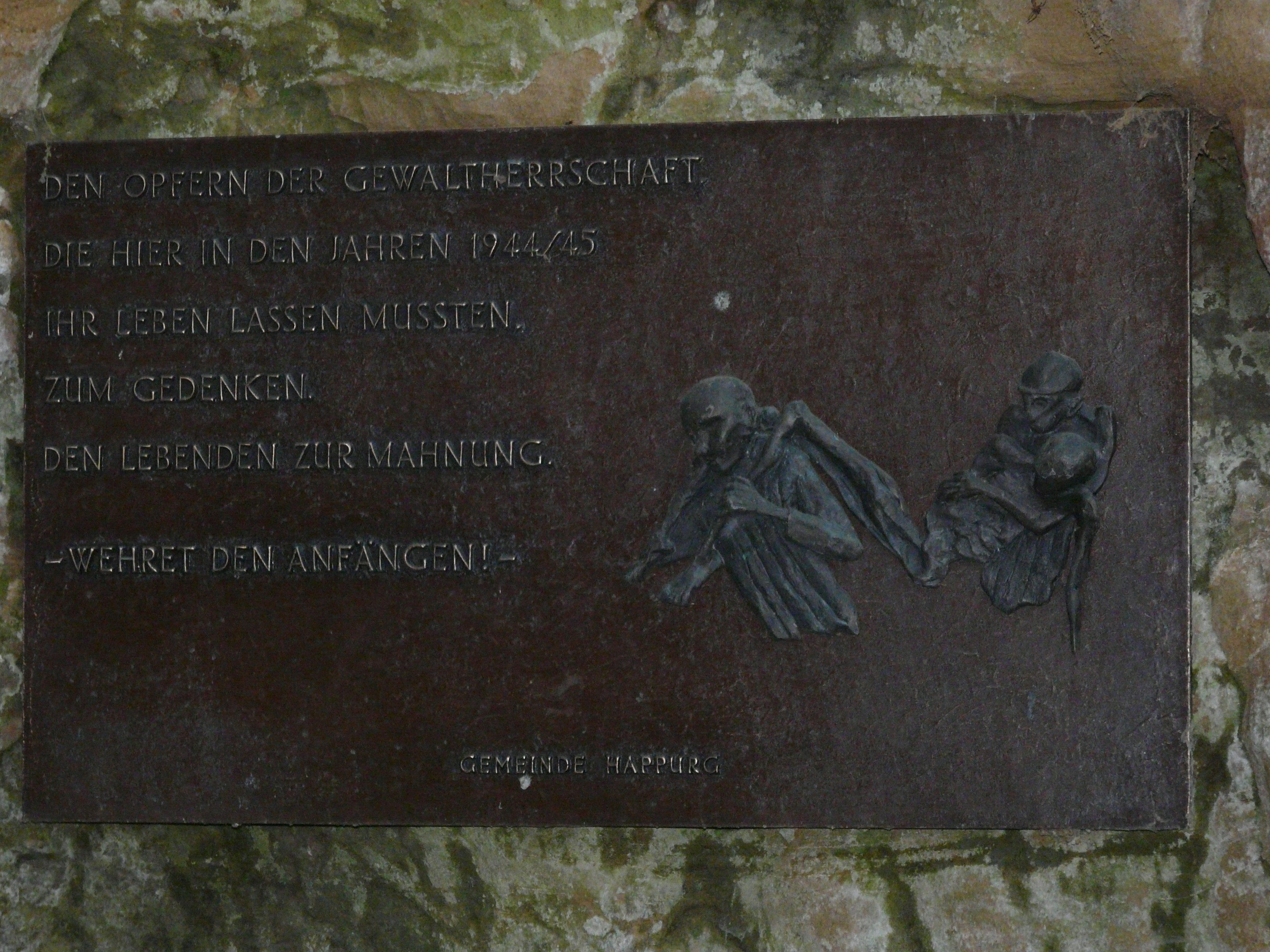
Die Gedenktafel am Eingang F des Doggerstollens

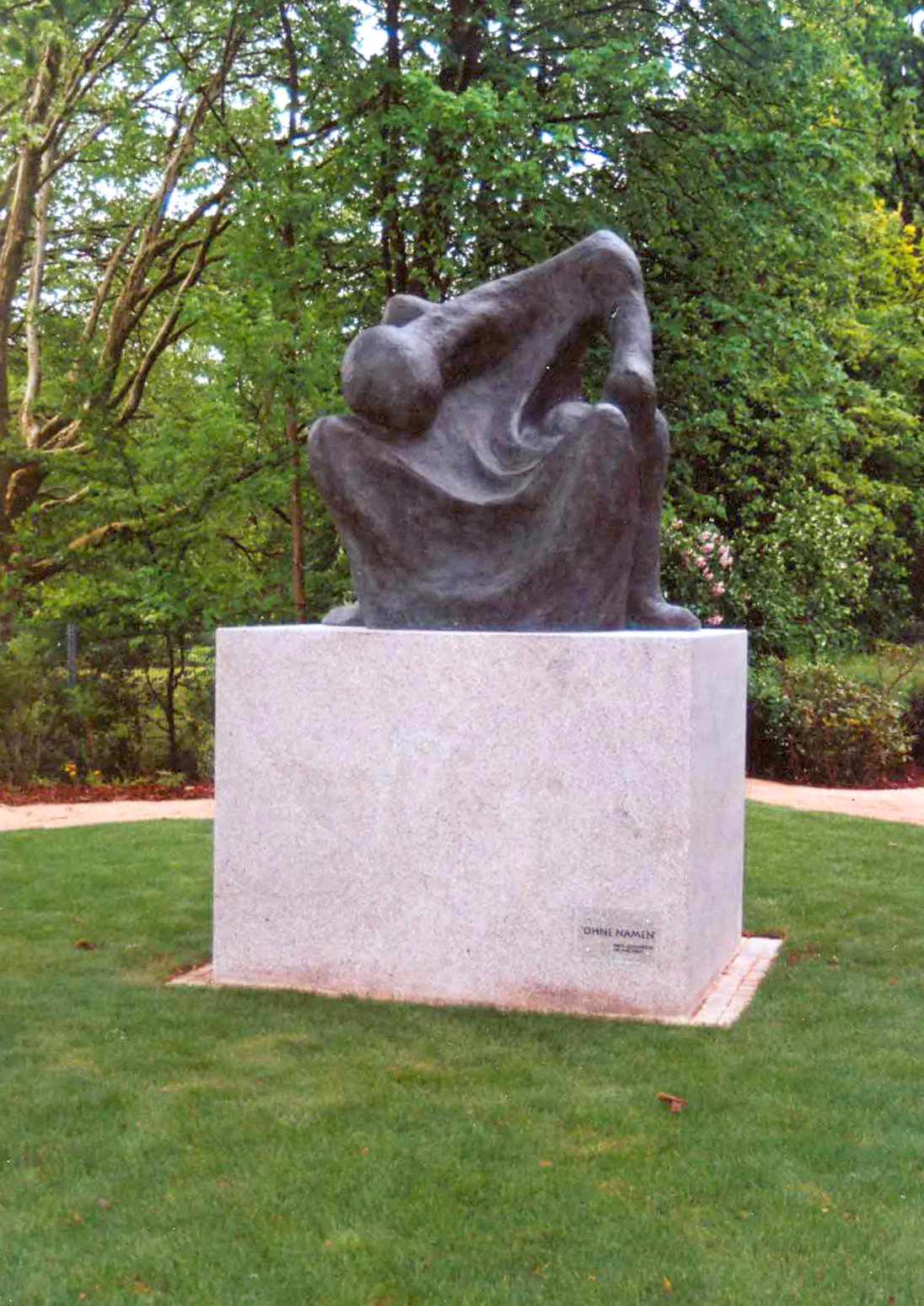
Mahnmal für die namenlosen Opfer, Hersbruck Rosengarten, Vittore Bocchetta von 2007. Der Künstler war ab 1944 selbst hier inhaftiert

Mit der nahezu kampflosen Besetzung der Stadt Hersbruck im April 1945 durch amerikanische Truppen endete auch das Bestehen des bereits weitgehend geräumten KZ-Außenlagers Hersbruck. In der Nachkriegszeit wurde das Gedenken an die dort angesiedelte KZ-Einrichtung sehr schnell aus dem öffentlichen Bewusstsein verdrängt beziehungsweise in voller Absicht dem Vergessen preisgegeben. 1951 wurde das Barackenlager des ehemaligen KZ-Geländes abgebrochen, später entstanden auf diesem Gelände eine Wohnsiedlung und ein Tennisplatz. Die als Kommandantur und Unterkunftsquartier für die SS-Wachmannschaften genutzte ehemalige RAD-Kaserne bestand dagegen noch mehr als fünf Jahrzehnte. In diesem Gebäudetrakt war zunächst eine Schule, später dann das Finanzamt des Landkreises Nürnberger Land untergebracht. Im Jahr 2007 wurde auch dieser Überrest des Lagergeländes abgebrochen und durch einen Neubau ersetzt. Lediglich mit einer kleinen und vom Eingangsbereich des neu erbauten Finanzamtes deutlich abgesetzten Informationstafel wird heute der tragischen Geschichte dieses Platzes gedacht.
Auch die Erinnerung an das nicht mehr fertiggestellte Doggerwerk wurde in den Nachkriegsjahren rasch eliminiert. Die bis dahin noch zugänglichen Stolleneingänge wurden in den 1960er Jahren zubetoniert, allerdings ohne Hinweis auf die Art der Errichtung dieser Stollen. Erst 1998 wurde an einem dieser Stolleneingänge schließlich doch noch eine Gedenktafel angebracht, auf der die Hintergründe für deren Entstehung erwähnt werden.
Der Autor Bernt Engelmann, einst selbst hier inhaftiert, schrieb ein Geleitwort zu der Facharbeit von Gerd Vanselow: „Genau das... haben wir uns einst erhofft, wir, die Häftlinge des Lagers Hersbruck der Jahre 1944/45: Daß unsere vielen Toten und wir wenigen Überlebenden nicht vergessen würden, daß einer es erforschen und aufschreiben würde, was da vor den Augen der Bevölkerung der kleinen Stadt an der Pegnitz Tag für Tag geschah.“